# Persone di nome Julija
| Questa pagina contiene informazioni ricavate automaticamente dalle voci biografiche con l'ausilio del template Bio e di un bot. L'aggiornamento è periodico e automatico e ricostruisce completamente la pagina. Se manca una persona in questa lista, sei pregato di non aggiungerla, ma accertati piuttosto che la sua voce biografica contenga il template Bio e che i dati anagrafici siano correttamente compilati. Se il template Bio manca, inseriscilo tu stesso o, in alternativa, metti l'avviso {{tmp\|Bio}} che ne segnala la mancanza. Se i dati riportati sono sbagliati, correggi direttamente la voce biografica; le modifiche saranno visibili in questa lista entro pochi giorni. Per chiarimenti vedi il progetto antroponimi. La lista contiene solo le 115 persone che sono citate nell'enciclopedia e per le quali è stato implementato correttamente il template Bio. Pagina aggiornata al 16 ott 2024. |

Questa è una lista di persone presenti nell'enciclopedia che hanno il prenome Julija, suddivise per attività principale.

## Altiste(2)
- Julija Levčenko, altista ucraina (Bachmut, n. 1997)
- Julija Čumačenko, altista ucraina (Mykolaïv, n. 1994)

## Arrampicatrici(1)
- Julija Abramčuk, arrampicatrice russa (Leningrado, n. 1987)

## Astiste(1)
- Julija Golubčikova, astista russa (Mosca, n. 1983)

## Atlete paralimpiche(1)
- Julija Šuljar, atleta paralimpica ucraina (Žytomyr, n. 1997)

## Attiviste(1)
- Julija Pajevs'ka, attivista e atleta ucraina (Kiev, n. 1968)

## Attrici(4)
- Julija Borisova, attrice e politica sovietica (Mosca, n. 1925 - Mosca, † 2023)
- Julija Majarčuk, attrice ucraina (Mykolaïv, n. 1977)
- Julija Peresil'd, attrice russa (Pskov, n. 1984)
- Julija Snigir', attrice e modella russa (Donskoj, n. 1983)

## Attrici pornografiche(2)
- Eva Elfie, attrice pornografica russa (Omsk, n. 2000)
- Jia Lissa, attrice pornografica e regista russa (Iževsk, n. 1996)

## Biatlete(2)
- Julija Džyma, biatleta ucraina (Kiev, n. 1990)
- Julija Makarova, ex biatleta russa (n. 1981)

## Bobbiste(2)
- Julija Belomestnych, bobbista e ex velocista russa (Novotroick, n. 1996)
- Julija Šokšueva, bobbista e ex velocista russa (n. 1988)

## Canoiste(2)
- Julija Rjabčinskaja, canoista sovietica (Piščanka, n. 1947 - Poti, † 1973)
- Julija Truškina, canoista bielorussa (Homel', n. 2002)

## Canottiere(2)
- Julija Bičyk, canottiera bielorussa (Minsk, n. 1983)
- Julija Kalinovskaja, canottiera russa (Astrachan', n. 1983)

## Cantanti(5)
- Julija Načalova, cantante e attrice russa (Voronezh, n. 1981 - Mosca, † 2019)
- Julija Samojlova, cantante russa (Uchta, n. 1989)
- Julija Sanina, cantante ucraina (Kiev, n. 1990)
- Julija Stanislavovna Savičeva, cantante russa (Kurgan, n. 1987)
- Zivert, cantante russa (Mosca, n. 1990)

## Cestiste(7)
- Julija Bojanova, ex cestista e dirigente sportiva bulgara (Sofia, n. 1949)
- Julija Burdina, cestista sovietica (n. 1924)
- Julija Durėjka, cestista bielorussa (Smarhon', n. 1986)
- Julija Gladkova, cestista russa (Kursk, n. 1994)
- Julija Lapšynova, ex cestista ucraina (Novovolynsk, n. 1981)
- Julija Skopa, ex cestista russa (Mosca, n. 1978)
- Julija Vasilevič, cestista bielorussa (n. 2001)

## Danzatrici(3)
- Julija Machalina, ballerina russa (Leningrado, n. 1968)
- Julija Musichina, ballerina e insegnante russa (Nižnekamsk, n. 1986)
- Julija Nikolaevna Sedova, ballerina russa (San Pietroburgo, n. 1880 - Cannes, † 1969)

## Discobole(1)
- Julija Mal'ceva, discobola russa (n. 1990)

## Economiste(1)
- Julija Naval'naja, economista e politica russa (Mosca, n. 1976)

## Fondiste(6)
- Julija Belorukova, fondista russa (Sosnogorsk, n. 1995)
- Julija Čekalëva, fondista russa (n. 1984)
- Julija Čepalova, ex fondista russa (Komsomol'sk-na-Amure, n. 1976)
- Julija Ivanova, ex fondista russa (Sosnogorsk, n. 1985)
- Julija Šamšurina, ex fondista sovietica (Kamennoe, n. 1962)
- Julija Tichonova, ex fondista russa (n. 1986)

## Ginnaste(6)
- Julija Barsukova, ex ginnasta russa (Mosca, n. 1978)
- Julija Belokobyl'skaja, ex ginnasta russa (n. 1995)
- Julija Bravikova, ex ginnasta russa (Orël, n. 1999)
- Julija Eŭčyk, ginnasta bielorussa (Minsk, n. 2001)
- Julija In'šina, ginnasta russa (Voronež, n. 1995)
- Julija Raskina, ex ginnasta bielorussa (Minsk, n. 1982)

## Giornaliste(1)
- Julija Leonidovna Latynina, giornalista e scrittrice russa (Mosca, n. 1966)

## Lottatrici(2)
- Julija Ratkevič, lottatrice bielorussa (Minsk, n. 1985)
- Julija Tkač, lottatrice ucraina (Kovel', n. 1989)

## Maratonete(1)
- Julija Andreeva, maratoneta kirghisa (Biškek, n. 1984)

## Mezzofondiste(2)
- Julija Fomenko, ex mezzofondista russa (n. 1979)
- Julija Stepanova, mezzofondista russa (Kursk, n. 1986)

## Mezzosoprani(1)
- Julija Mazurova, mezzosoprano russo (Kazan', n. 1989)

## Modelle(4)
- Julija Kuročkina, modella russa (Ščerbinka, n. 1974)
- Julija Mordovec, modella ucraina (n. 1988)
- Julija Nova, modella russa (Mosca, n. 1982)
- Julija Poljačichina, modella russa (Čeboksary, n. 2000)

## Multipliste(1)
- Julija Tarasova, ex multiplista e lunghista uzbeka (Tashkent, n. 1986)

## Nobildonne(3)
- Julija Fëdorovna Adlerberg, nobildonna russa (Tallinn, n. 1789 - Carskoe Selo, † 1864)
- Julija Pavlovna Samojlova, nobildonna russa (n. 1803 - Parigi, † 1875)
- Julija Aleksandrovna Smol'skaja, nobildonna russa (n. 1888 - Roma, † 1963)

## Nuotatrici(3)
- Julija Bogdanova, ex nuotatrice sovietica (Leningrado, n. 1964)
- Julija Efimova, nuotatrice russa (Groznyj, n. 1992)
- Julija Vasil'eva, sincronetta russa (Mosca, n. 1978)

## Ostacoliste(2)
- Julija Graudyn', ex ostacolista russa (Mosca, n. 1970)
- Julija Pečënkina, ex ostacolista e velocista russa (Krasnojarsk, n. 1978)

## Pallanuotiste(1)
- Julija Petrova, ex pallanuotista russa (Čeljabinsk, n. 1979)

## Pallavoliste(3)
- Julija Merkulova, pallavolista russa (Lipeck, n. 1984)
- Julija Podskal'naja, pallavolista russa (Nerechta, n. 1989)
- Julija Sedova, pallavolista russa (Čeljabinsk, n. 1985)

## Pattinatrici artistiche su ghiaccio(2)
- Julija Lipnickaja, ex pattinatrice artistica su ghiaccio russa (Ekaterinburg, n. 1998)
- Julija Soldatova, ex pattinatrice artistica su ghiaccio russa (Mosca, n. 1981)

## Pattinatrici di velocità su ghiaccio(1)
- Julija Skokova, pattinatrice di velocità su ghiaccio russa (n. 1982)

## Pesiste(1)
- Julija Leancjuk, pesista bielorussa (n. 1984)

## Politiche(2)
- Julija Svyrydenko, politica ucraina (Černihiv, n. 1985)
- Julija Tymošenko, politica e imprenditrice ucraina (Dnipropetrovs'k, n. 1960)

## Registe(1)
- Julija Ippolitovna Solnceva, regista e attrice sovietica (Mosca, n. 1901 - Mosca, † 1989)

## Rivoluzionarie(1)
- Julija Ivanovna Prušakevič, rivoluzionaria russa (Arcangelo, n. 1848 - San Pietroburgo, † 1885)

## Scacchiste(1)
- Julija Os'mak, scacchista ucraina (Kiev, n. 1998)

## Schermitrici(5)
- Julija Bakastova, schermitrice ucraina (n. 1996)
- Julija Birjukova, schermitrice russa (n. 1983)
- Julija Chakimova, schermitrice russa (n. 1981)
- Julija Garaeva, ex schermitrice russa (Mosca, n. 1968)
- Julija Gavrilova, schermitrice russa (Novosibirsk, n. 1989)

## Sciatrici alpine(1)
- Julija Pleškova, sciatrice alpina russa (n. 1997)

## Sciatrici freestyle(1)
- Julija Galyševa, sciatrice freestyle kazaka (Öskemen, n. 1992)

## Scrittrici(1)
- Žemaitė, scrittrice lituana (Bukantė, n. 1845 - Marijampolė, † 1921)

## Siepiste(1)
- Julija Zaripova, siepista russa (Volgograd, n. 1986)

## Skeletoniste(1)
- Julija Kanakina, skeletonista russa (Krasnojarsk, n. 1995)

## Slittiniste(1)
- Julija Antipova, ex slittinista sovietica (Leningrado, n. 1966)

## Sollevatrici(2)
- Julija Kalina, sollevatrice ucraina (Mariupol', n. 1988)
- Julija Paratova, ex sollevatrice ucraina (Odessa, n. 1986)

## Soprani(1)
- Julija Ležneva, soprano e mezzosoprano russo (Južno-Sachalinsk, n. 1989)

## Tenniste(6)
- Julija Avdeeva, tennista russa (San Pietroburgo, n. 2002)
- Julija Bejhel'zymer, ex tennista ucraina (Donec'k, n. 1983)
- Julija Hatoŭka, tennista bielorussa (Bielorussia, n. 2000)
- Julija Putinceva, tennista russa (Mosca, n. 1995)
- Julija Stamatova, tennista bulgara (n. 1993)
- Julija Starodubceva, tennista ucraina (Kachovka, n. 2000)

## Tiratrici a segno(2)
- Julija Karimova, tiratrice a segno russa (Iževsk, n. 1994)
- Julija Zykova, tiratrice a segno russa (Krasnojarsk, n. 1995)

## Tuffatrici(4)
- Julija Koltunova, tuffatrice russa (Volgograd, n. 1989)
- Julija Pachalina, tuffatrice russa (Penza, n. 1977)
- Julija Prokopčuk, ex tuffatrice ucraina (Ukraïnka, n. 1986)
- Julija Timošinina, tuffatrice russa (Mosca, n. 1998)

## Velociste(7)
- Julija Čermošanskaja, velocista russa (Brjansk, n. 1986)
- Julija Guščina, velocista russa (Novočerkassk, n. 1983)
- Julija Nescjarėnka, ex velocista bielorussa (Brėst, n. 1979)
- Julija Oliševs'ka, velocista ucraina (n. 1989)
- Julija Sotnikova, ex velocista russa (Volgograd, n. 1970)
- Julija Tabakova, ex velocista russa (Kaluga, n. 1980)
- Julija Timofeeva, ex velocista e ex bobbista russa (Saratov, n. 1972)